# Sarah Connor (album)
Sarah Connor è un album di raccolta della cantante tedesca Sarah Connor, pubblicato nel 2004.

## Tracce
1. Bounce – 3:42
2. French Kissing – 3:36
3. Let's Get Back to Bed - Boy! (feat. TQ) – 3:59
4. Skin on Skin – 4:03
5. One Nite Stand (Of Wolves and Sheep) (feat. Wyclef Jean) – 3:58
6. He's Unbelievable – 3:27
7. Music Is the Key (feat. Naturally 7) – 4:04
8. Love Is Color-Blind (feat. TQ) – 4:47
9. I'm Gonna Find You (part 1 of the Osla Suite Trilogy) – 4:47
10. In My House – 3:15
11. Turn Off the Lights – 3:23